# 弗洛拉·特里斯坦
弗洛雷·塞莱斯蒂娜·特雷莎·亨列塔·特里斯坦·伊·莫斯科索（西班牙語：Flore Celestine Thérèse Henriette Tristán y Moscoso；1803年4月7日—1844年11月14日），通称弗洛拉·特里斯坦（法語：Flora Tristan），法国社会主义作家、活动家。出生于巴黎，逝世于波尔多。
她对早期女权主义的理论作出了重要贡献，认为女性权利的进展与工人阶级的进展直接相关。她有数部著作，最著名的有《女贱民游记》（1838年），《伦敦漫步》（1840年）和《工人联合》（1843年）。
特里斯坦是画家保罗·高更的外祖母。

## 早年生活
1803年，特里斯坦出生于法国巴黎。其父马里亚诺·尤西比奥·安东尼奥·特里斯坦·伊·莫斯科索是西班牙海军上校，生于秘鲁的阿雷基帕，其家族是秘鲁南部最有权势的家族之一，特里斯坦之叔叔皮奥·德·特里斯坦是秘鲁总督。特里斯坦的母亲安妮·皮埃尔·莱斯尼则是法国人，两人在西班牙毕尔巴鄂相识，特里斯坦为两人非公证婚姻之生女。
1807年，特里斯坦的父亲在她五岁生日前去世，其家庭生活情况因此而一落千丈。在她父亲去世两年后，特里斯坦和她的母亲搬到了巴黎莫伯特广场附近的一个生活环境恶劣的社区，16岁时，特里斯坦开始在一家平版印刷车间担任调色工人，1821年2月3日，时年17岁的她与车间老板安德烈·查扎尔结婚，在之后的4年中，他们有了三个孩子，其中长子夭折，次子名为欧内斯特，第三个孩子是1825年出生的艾琳，即保罗·高更的母亲。这场权宜之姻因丈夫对弗洛拉的嫉妒和虐待而破裂。22岁时，弗洛拉带着孩子离家出走，非婚生女和分居妻子的双重身份使她处于社会地位边缘，如她自己所自嘲的“女贱民”一般，查扎尔仍不知疲倦地骚扰她。最后，弗洛拉与他达成了一项法律协议，根据该协议，查扎尔保留儿子的监护权，而弗洛拉则获得了女儿的监护权。
弗洛拉不信任她的丈夫并离开了巴黎，和女儿艾琳一起开始了流浪的生活。经查布里埃船长的干预，1829年，她得以给秘鲁的叔叔皮奥·德·特里斯坦写了一封信，对方给她寄了五年的钱帮助她克服贫困，并在社会上重新获得体面的地位。1833年4月7日，就在她30岁生日那天，弗洛拉把孩子托付给了母亲，登上了查布里埃船长的墨西哥号前往阿雷基帕，以图继承被她叔叔所继承的其父亲之遗产。五个月后弗洛拉抵达美国艾莱，后辗转至秘鲁，然而因她没有文件以证明自己是其父亲的生女，皮奥·德·特里斯坦叔叔拒绝她继承遗产，只同意给她每月的抚养金。
弗洛拉一直留在秘鲁至1834年7月16日，尽管她没能获得遗产，但弗洛拉由此经历了秘鲁独立后的动荡时期，并写了一篇关于她在此期间经历的游记，即于1838年出版的《女贱民游记》。弗洛拉也是在这期间遇到了雌雄同体神秘主义者西蒙·甘诺，并在哲学上受到其影响，以及结识了她的挚友埃利法斯·列维。
长期旅居秘鲁之后，弗洛拉又到英国旅行了一段时间，并创作了一些关于英吉利海峡沿岸社会状况的作品。
找到弗洛拉的踪迹后，安德烈·查扎尔绑架了女儿艾琳。弗洛拉和查扎尔因子女监护权问题争执多年，虽然查扎尔获得了儿子欧内斯特的监护权，但该决定并未实施，欧内斯特仍与祖母同住，而艾琳则被安置在寄宿学校，父母双方都有探视权。1836年，查扎尔再次绑架了艾琳，艾琳则设法逃脱并回到了她的母亲身边。1837年6月，弗洛拉指控查扎尔乱伦，在监狱里呆了几个月后，他被判无罪。1838年3月14日，经巴黎刑事法庭审理，弗洛拉与丈夫合法分居，因法国自1816年以来一直禁止离婚。这场悲剧促使弗洛拉一生都在为妇女权利而战，特别是离婚的权利。查扎尔被判卖淫罪并破产，他发誓要报复，威胁要杀了弗洛拉。1838年9月10日，查扎尔用手枪击穿了她的左肺。由此他被判处20年劳役，在年轻律师朱尔斯·法夫雷的辩护下减刑为监禁。弗洛拉恢复了健康，虽然有一颗子弹停在她的心脏附近，但她终于自婚姻重获自由，并恢复了她的本姓特里斯坦。

## 《工人联合》
1843年，特里斯坦撰写了《工人联合》，此亦是她最后的作品，后世由此形成了其乌托邦社会主义政治活动家的形象，并将特里斯坦同她所相识的查尔斯·傅立叶以及法国社会主义者圣西门相并列。特里斯坦多年来一直在研究和参考之前这些社会主义者的作品，并提出了不仅要将无产阶级，而且要将劳动妇女自压迫中解放。她也是第一个将工人阶级的自由与促进妇女权利相联系起来的政治家。
特里斯坦认识到，工人阶级已经斗争了25年余，却毫无结果。她提出应采取行动，成立一个工人联合会，并指出：“分裂，则会软弱和堕落，被各种苦难踩在脚下；但建立工人联合会，就拥有了人数优势，而人数意义重大。”特里斯坦主张通过工人联合会筹措会费，为无产阶级的孩子提供安全的庇护，增加受教育的机会，为生病和受伤的工人建造住所，并联合包括贵族的制造商和金融家以维持这样的计划。
在两篇文章中，特里斯坦指出，为了工人阶级的解放，必须也要解放妇女，因为工人阶级本身是分裂的。她认为，一旦社会解决了妇女权利问题，其余的问题也就会得到解决。从功利主义的角度而言，妇女解放亦会给大多数人带来最大的好处。尽管特里斯坦对妇女解放持积极态度，但她认识到，即使在大革命后的法国社会中，妇女也不会因为同样为人而轻易被认同是平等的。因此，她将其论点建立在妇女解放同样有利于男性多数的利益之上。特里斯坦不仅引发了社会主义的新思路，也将新兴的社会权利运动与妇女解放思想联系起来，在此过程中，她为一种新的意识形态——女权主义奠定了基础。
马克思和恩格斯在他们合著的《神圣家族》中视特里斯坦为“法国社会主义者”，反驳了埃德加尔·鲍威尔（布鲁诺·鲍威尔的兄弟）对特里斯坦的批判，并评价道：
|  | 批判本身所提出的论点，如果从唯一可能的合理的意义上来加以说明，就是要求劳动有组织。弗洛拉·特里斯坦（分析她的著作就可以发现这种伟大的论点）也有同样的要求，而且由于她竟敢走在批判的批判的前头，遭到了后者的极端的鄙视。 |

有人认为，特里斯坦在《工人联合》一书中首先提出“全世界无产者，联合起来！”的口号，后被马克思和恩格斯在《共产党宣言》中未声明出处引用。然而，尽管书中有一些关于“联合”的口号（例如：“Workers, unite—unity gives strength.”“Let’s be united!”等等），但书中并未直接出现这一口号。同时，两文中“联合”所代表的含义也有巨大的不同。

## 逝世
1844年，特里斯坦于波尔多逝于伤寒。在生前，她仍在努力建立一个共同的工人联合会。